# Landbruks- og matdepartementet

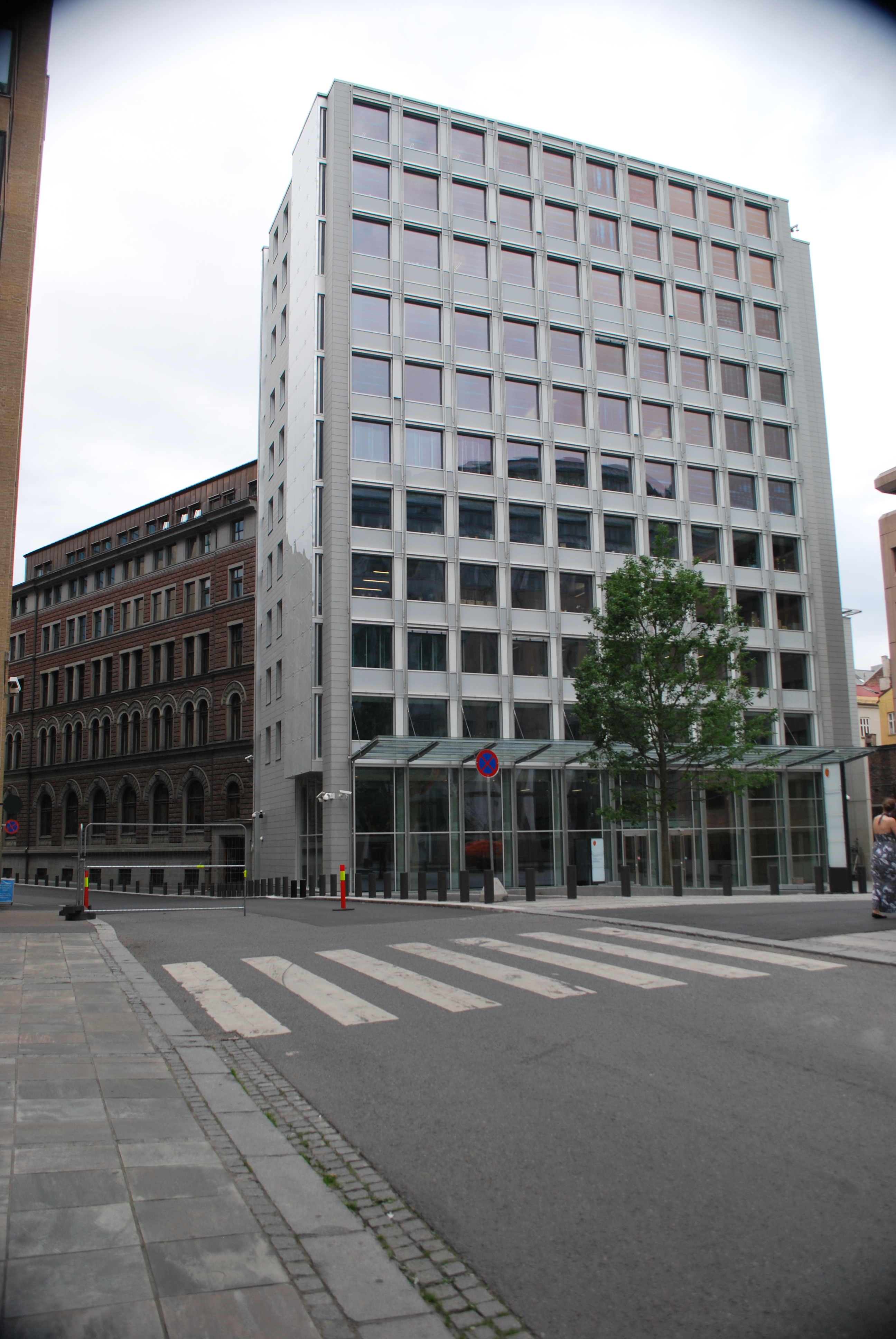
Sitz des Ministeriums

Das Landbruks- og matdepartementet (kurz: LMD) ist das norwegische Ministerium für Landwirtschaft und Ernährung. Seit Februar 2025 ist Nils Kristen Sandtrøen von der Arbeiderpartiet der Landwirtschafts- und Ernährungsminister Norwegens.

## Geschichte
Das erste norwegische Landwirtschaftsministerium wurde am 1. April 1900 errichtet. Die Gründung ging aus einer königlichen Resolution vom 17. Februar 1900 hervor. Davor war die Landwirtschaftspolitik auf verschiedene andere Ministerien verteilt. Den heutigen Namen trägt es seit 2004, davor hieß es Landbruksdepartementet. Der Namenswechsel wurde unter dem damaligen Landwirtschaftsminister Lars Sponheim vorgenommen.
Im Jahr 2012 zog das Ministerium gemeinsam mit dem Gesundheits- und Fürsorgeministerium in das Regierungsgebäude R6 im Regjeringskvartalet ein.

## Organisation
Das Landbruks- og matdepartementet ist verantwortlich für die Landwirtschafts- und Ernährungspolitik des Landes. Sie hat dabei die Zuständigkeit für die Flächenverwaltung, die Land- und Forstwirtschaft, Tierhaltung, Rentierhaltung und die Entwicklung neuer Wirtschaftsbereiche in der Landwirtschaft. Die Zuständigkeiten sind in drei Fachabteilungen aufgeteilt, zudem existiert eine Forschungs- und Verwaltungsabteilung sowie eine Pressestelle.
Dem Ministerium nachgeordnet sind die Landwirtschaftsbehörde Landbruksdirektoratet, die Lebensmittelaufsicht Mattilsynet, die Umweltbehörde Miljødirektoratet, das Bioökonmieinstitut Norsk institutt for bioøkonomi (NIBIO) sowie das biomedizinische Forschungsinstitut Veterinærinstituttet (VI).  Außerdem ist es für die Verwaltung von Graminor AS, Innovasjon Norge, Kimen Såvarelaboratoriet AS, Matmerk, Statskog SF und dem Forschungsgremium Norges forskningsråd zuständig.

## Minister
Im Februar 2025 übernahm Nils Kristen Sandtrøen (Ap) das Amt des Landwirtschafts- und Ernährungsministers von Geir Pollestad (Sp).